# Old Siam, Sir
Old Siam, Sir (englisch für „Altes Siam, Sir“) ist ein Lied der britischen Musikgruppe Wings, das 1979 in Großbritannien als Single A-Seite veröffentlicht wurde. Es war die 21. Single der Wings in Großbritannien. Im selben Jahr erschien das den Song enthaltende Album Back to the Egg. Komponiert wurde das Lied von Paul McCartney.

## Hintergrund
Old Siam, Sir entstand 1976 als Demo mit dem Titel "Super Big Heatwave", basierend auf einer Keyboard-Melodie von Linda McCartney. Der Song wurde von Paul McCartney und Denny Laine und später vom Rest von Wings bearbeitet, die alle zur Komposition beitrugen, obwohl lediglich Paul McCartney als Komponist aufgeführt wurde.
Linda McCartney sagte über die Entstehung des Liedes: „Ich habe eine kleine Melodie für 'Old Siam, Sir' geschrieben und Paul und Denny waren da und haben einfach angefangen, den Song zu erfinden. Später brachten sie ihn ins Studio. Das ganze Riff entstand, als wir probten, um live aufzutreten.“
Laut Gitarrist Laurence Juber war ein Teil des Liedes das Werk von Schlagzeuger Steve Holley, dieser sagte dazu: „Im Fall von "Old Siam, Sir" haben wir eines Tages gejammt und Steve Holly spielte Keyboards und hatte diese Akkordfolge.“
In dem 2021er Buch The Lyrics: 1956 To The Present erinnert sich McCartney über die Entstehung des Textes: „Wenn ich die Elemente bewerten müsste, würde der Text meiner Meinung nach an dritter Stelle nach dem Gefühl des Songs und dann dem Anschlag des Gesangs stehen. Ich mache hier ein bisschen Alliteration und spiele mit den Wörtern herum – "waited" und "Walthamstow", "scouted" und "Scarborough". Ich denke, der Grund, warum es mir ein wenig peinlich ist, ist, dass es nicht wirklich viel Sinn macht.“
Old Siam, Sir erschien im Juni 1979 und war in Großbritannien die erste Singleauskopplung aus dem Album Back to the Egg. In den USA und Deutschland wurde die Single nicht veröffentlicht, stattdessen erschien dort als Single Getting Closer.
Die Single erreichte Platz 35 in Großbritannien und Platz 29 in Irland.
Für Old Siam, Sir wurde am 28. Mai 1979 im Lympne Castle ein Musikvideo gedreht, Regisseur war Keith McMillan.
Die Band Wings spielte Old Siam, Sir live während ihrer UK-Tournee 1979.

## Aufnahme
Die Aufnahmen von Old Siam, Sir wurden von den Wings zwischen dem 29. Juni und 27. Juli 1978 im Spirit Of Ranachan Studio, Campbeltown, Schottland eingespielt.
Paul McCartney und Chris Thomas waren die Produzenten, Phil McDonald und Mark Vigars waren die Toningenieure der Aufnahmen. Overdubs (neuer Schlagzeugpart und weitere Gitarrenparts) wurden im Dezember 1978, in den Londoner Abbey Road Studios, eingespielt.
Besetzung:
- Paul McCartney: Gesang, Bassgitarre, E-Gitarre
- Linda McCartney: Keyboard
- Denny Laine: E-Gitarre
- Laurence Juber: E-Gitarre
- Steve Holley: Schlagzeug

## Coverversionen
Es gibt eine Coverversion von Old Siam, Sir.

## Veröffentlichung
- In Großbritannien war die erste Singleauskopplung Old Siam, Sir / Spin It On,[6] sie erfolgte am 1. Juni 1979.
- Am 8. Juni 1979 erschien in Großbritannien (USA: 11. Juni) das Album Back to the Egg auf dem sich Old Siam, Sir befindet.
- In den USA erschien am 13. August 1979 als zweite Singleauskopplung Arrow Through Me / Old Siam, Sir.[7]
- In Frankreich erschien im August 1979 als zweite Singleauskopplung Rockestra Theme / Old Siam, Sir.[8]
- Am 2. Dezember 2022 wurde die Singlebox The 7″ Singles Box veröffentlicht, die auch Old Siam, Sir enthält.